# Elsburn
Elsburn (Eigenschreibweise: ELSBURN – bis September 2019 vertrieben unter dem Namen The Glen Els) ist der bekannteste Harzer Single Malt Whisky, hergestellt von „Hercynian Distilling Co. / Hammerschmiede“, einer Manufaktur für Spirituosen und Destillerie für Whisky im niedersächsischen Harz.

## Name
Der Name The Glen Els – Harzer Single Malt Whisky leitet sich ebenso wie die Marke Elsburn von der geographischen Lage der Spirituosenmanufaktur am Elsbach, in Zorge, ab.

## Geschichte
Zorge liegt im heutigen Landkreis Göttingen (Niedersachsen), rund 85 km südlich von Braunschweig. Die Destillerie und Manufaktur Hammerschmiede wurde 1985 in der alten Hammerschmiede in Wieda gegründet. Die alte Hammerschmiede, welche heute einen Teil der Whiskyfässer beherbergt, wurde zwischen 1250 und 1270 von Mönchen und deren Gehilfen aus dem nahen Kloster Walkenried erbaut und gehörte bis 1593 zu den Besitztümern des Klosters. Danach ging der Besitz an die Herzöge zu Braunschweig und Lüneburg über, wodurch das Gebäude durch die Wiedaer Hütte genutzt und auch verwaltet wurde. Im Jahr 1873 wurde der Betrieb als Schmiede eingestellt und zwischen 1873 und 1895 war im Gebäude eine Fassböttcherei eingerichtet. 1895 wechselte die Hammerschmiede in den Besitz der Betreiberfamilie der heutigen Manufaktur. An diesem Ort begann auch die Geschichte des Harzer Single Malts mit den ersten Fassfüllungen im Jahr 2002.
Im Jahr 2005 wechselte das Unternehmen in das alte Kurhaus nach Zorge, das seitdem als Destillerie mit Lager und Verkaufszentrum genutzt wird. Die Hammerschmiede in Wieda dient nun als Fasslager.
Die Manufaktur gehört heute mit einer Produktionskapazität von 40.000 Litern pro Jahr zu den größeren Herstellern von Single Malt Whisky in Deutschland und auf dem europäischen Festland. Gleichzeitig zählt die Manufaktur mit jährlich mehr als 20.000 Besuchern zu einem bedeutenden Ziel touristischer Aktivitäten im Harz.
Seit 2007 ist der Glen Els im Malt Whisky Yearbook jährlich mit einem Artikel vertreten.
In Fachpublikationen und Bewertungen werden Produkte wie etwa „The Journey“ und „The Alrik by The Glen Els“, sowie Einzelfassabfüllungen mit Bewertungen von bis zu 95,5 Punkten in Jim Murray's Whisky Bible und Mehrfach-Auszeichnungen in Gold bei den World Whisky Awards auch international als Deutschlands beste Single Malts angesehen. 2012 und 2013 erfolgten Auszeichnungen mit Liquid Gold Awards und eine Platzierung unter den Top-20-Brennereien weltweit, 2019 World Whisky Awards.
Im Jahr 2019 benannte die Destillerie das Produkt Glen Els in Elsburn um und beendete damit Rechtsstreitigkeiten mit der Scotch Whisky Association. Diese hatte vor dem Oberlandesgericht Hamburg geklagt und in zweiter Instanz Recht bekommen, dass der Namensbestandteil Glen schottischem Scotch Whisky vorbehalten sei.

## Produktion

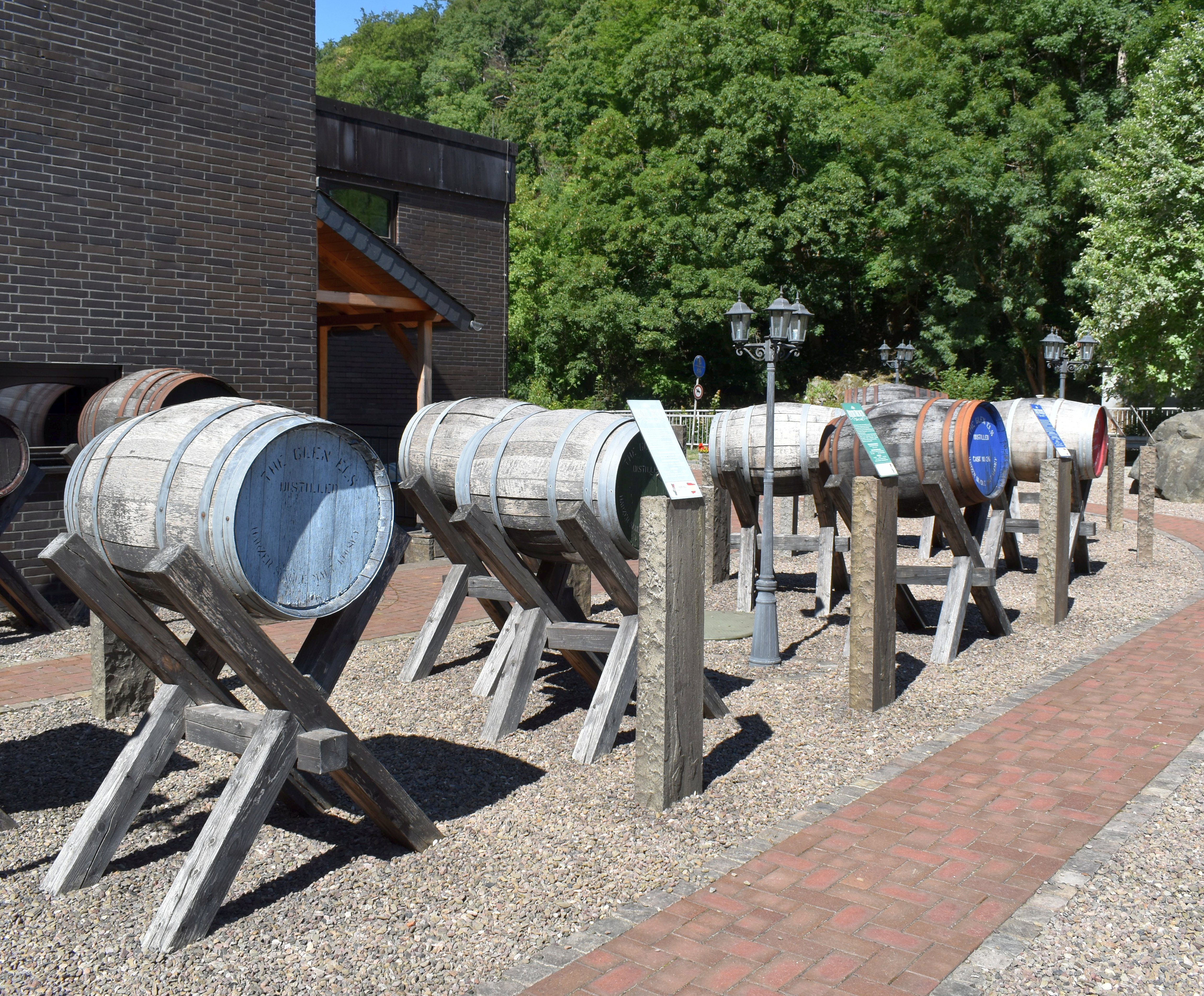
Benutzte Whiskyfässer vor dem Gebäude in Zorge

Der Hercynian Single Malt Whisky wird im klassischen Pot-Still-Verfahren doppelt mit Kupferkesseln im Rohbrand-Feinbrand-Verfahren destilliert und in verschiedenen Fässern aus Eiche mit 38 l bis 500 l Volumen gelagert. Als Rohstoff dient Gerstenmalz, zum Teil geröstet oder holzgeräuchert (woodsmoked), sowie peated (torfig).
Die Mashtun (Maischkessel) hat ein Fassungsvermögen von 0,8 to und wird in der Regel täglich genutzt, die vier Washbacks (Gärbottiche) aus Eiche weisen ein maximales Nennvolumen von je 3.050 Litern auf.
In Summe werden pro Woche durchschnittlich 10.000 l Wash für die anschließende Destillation produziert.
Die Gärdauer wird mit 96–120 Stunden angegeben und ist damit vergleichsweise lang. Dabei wird ein Alkoholgehalt von 8–9%vol. erreicht. Zur Gärung wird obergärige M1 Trockenhefe genutzt.
Ein im Vergleich wesentliches Unterscheidungsmerkmal der Distillery zeigt sich im Fasslager – es wird mit Marsala-, Cognac-, Sherry-, Madeira-, Malaga-, Grand Cru- und Portweinfässern verschiedener Größen, sowie mit German Oak Quarter Casks aus Schwarzwald-Traubeneiche experimentiert. Gleichzeitig wird eine auf höhere Verdunstung und neue Geschmacksrichtungen ausgelegte Lagermethode angewandt, bei der die Temperatur in den Fasslagern generell unkonstant und wetterabhängig zwischen 5 °C und mehr als 30 °C liegt. Maßgeblich stärker trägt aber der hohe Luftaustausch in den Lägern zum Angels’ share bei. Die Verdunstungsraten liegen etwa bei 4 bis 10 % pro Jahr.

## Produkte
- Journey – 43 %vol.

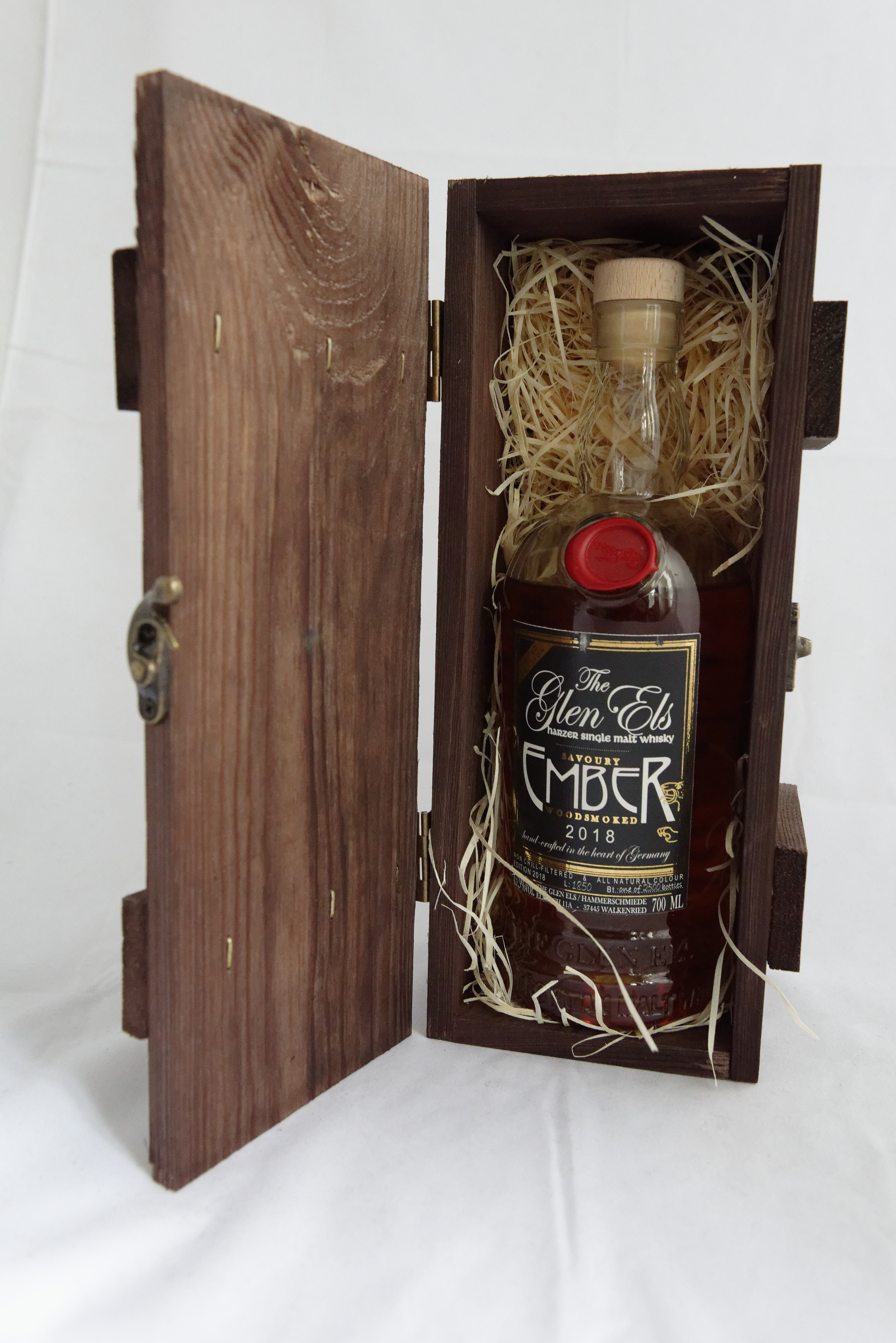
Glen Els Ember, 45,9 % Vol.

- Ember – gently woodsmoked – 45,9 % Vol.
- Distillery Edition – Sherry matured – 45,9 % Vol.
- Sonderabfüllungen aus Einzelfässern
- WillowBurn – lightly smoked
- The Alrik – heavily woodsmoked
- X – non-woodsmoked – 49,6 % Vol. (Faßstärke): Der erste 10-jährige Glen Els (destilliert im Januar und Mai 2006, abgefüllt im Juli 2016) aus zwei PX Sherry Fässern mit einer Auflage von 750 Flaschen.
- Emperor's Way - peated
- Aged 7 Years Marsala Cask Matured 54,5 % Vol.[14]
- Heartgow 57,1  % Vol.[14]

Die Lagerzeit wird derzeit mit durchschnittlich 5 bis 10 Jahren, teils länger angegeben. Es gab insgesamt bisher etwa 300 verschiedene Einzelfassabfüllungen und Sondereditionen aus der Distillery. Der Geschmack variiert durch die verschiedenen Destillate und Fässer zum Teil erheblich. Allgemein gilt ein milder, aber komplexer Grundgeschmack als stilprägend.